# Ř
Ř, ř (R з гачеком, приклад чеської вимови: "řeka"ⓘ) — літера, яка використовується в алфавітах чеської, верхньолужицької мов, а також у курдських мовах, якщо вони написані латинським шрифтом. Вона також використовувався в запропонованій ортографії для сілезької мови. Подібний приголосний також можна знайти в деяких норвезьких діалектах (навколо Нарвіка), у берберських (особливо в його різновиді ріф) і в деяких іспанських діалектах як варіацію «rr» (переважно іспанська пастузо та деякі діалекти в Еквадорі).

## Використання
У чеській мові використовується для позначення [r̝], піднята альвеолярна несонорна трель. Її манера артикуляції схожа на інші альвеолярні трелі, але язик піднятий; він частково фрикативний. Зазвичай він звучний [r̝], але він також має глухий алофон [r̝̊], що зустрічається поблизу глухих приголосних або в кінці слова.
У верхньолужицькій мові він позначає глухий постальвеолярний фрикатив [ʃ] .
Курдською мовою це являє собою дзвінку альвеолярну трель [r].
У Rif-Berber буква Ř / ř використовується для /ɺ/, звук між /l/ та /r/ .
В умбрійській мові в транслітераціях рідного алфавіту він використовується для позначення звуку невідомої якості, як правило, походить від більш раннього *d. Цей же звук представлений латинським алфавітом послідовністю <rs>.

## Скоромовка
Чеський: “Tři sta třicet tři stříbrných stříkaček stříkalo přes tři sta třicet tři stříbrných střech.”
Фонетично: [ˈtr̝̊ɪsta ˈtr̝̊ɪt͡sɛt ˈtr̝̊ɪ ˈstr̝̊iːbr̩niːx ˈstr̝̊iːkat͡ʃɛk ˈstr̝̊iːkalo pr̝̊ɛs ˈtr̝̊ɪsta ˈtr̝̊ɪt͡sɛt ˈtr̝̊ɪ ˈstr̝̊iːbr̩niːx ˈstr̝̊ɛx].
Українська: «333 срібних пожежних рукава хлюпали над 333 срібними дахами».

## Кодування
| Символ                      |
| Encodings                   |
| --------------------------- |
| Unicode                     |
| UTF-8                       |
| Числове позначення символів |